# 고사고에역
고사고에역(일본어: 小佐越駅)은 일본 도치기현 닛코시에 있는 도부 철도 기누가와 선의 역이다. 역 번호는 TN 54이다.

## 역사
- 1924년 11월 11일 시모노 전기 궤도의 고사고에마에역으로 영업 개시.
- 1930년 7월 6일: 고사고에역으로 역명 변경.
- 1943년 5월 1일: 도부 철도가 하야 전기 철도를 매수하여 도부 철도의 역이 됨.
- 1973년 9월 1일: 역 무인화(간이 위탁 개시).
- 1993년 4월: 도부 월드 스퀘어 개장에 따라 역사 개축, 임시 매표 창구 설치.
- 2017년 4월 21일: 특급 "케곤" 정차 개시.

## 역 구조
섬식 승강장 1면 2선의 지상역이다. 역사는 선로의 동쪽에 있고 승강장 및 선로의 서쪽은 과선교에서 연결된다.
무인역(간이 위탁역)에서 승차권은 역전 상점에서 발매한다. 근처에 소재하는 도부 그룹 운영의 미니어쳐 파크 도부 월드 스퀘어(연중 무휴) 영업 시간에는 담당자가 파견된다. 또한, 2017년 7월 22일부터 더 가까운 곳으로 도부 월드 스퀘어 역이 새로 개업하였지만, 담당자 파견의 향후 대응은 미정이다.(새로운 역은 9:18발에서 18:18발만 정차하고 그 외의 시간대는 통과한다.)

### 승강장
| 번호 | 노선        | 방향 | 행선                                                                                    |
| ---- | ----------- | ---- | --------------------------------------------------------------------------------------- |
| 1    | 기누가와 선 | 하행 | 시모이마이치・ 도부 스카이트리 라인 가스카베・기타센주・ 도쿄 스카이트리・아사쿠사 방면 |
| 2    | 기누가와 선 | 상행 | 기누가와온센・■ 야간 철도선 아이즈코겐오제구치・ ■ 아이즈 철도선 아이즈타지마 방면      |

## 역 주변
- 도부 월드 스퀘어
- 닛코 에도촌
- 기누강
- 국도 제121호선
- 국도 제352호선

## 사진

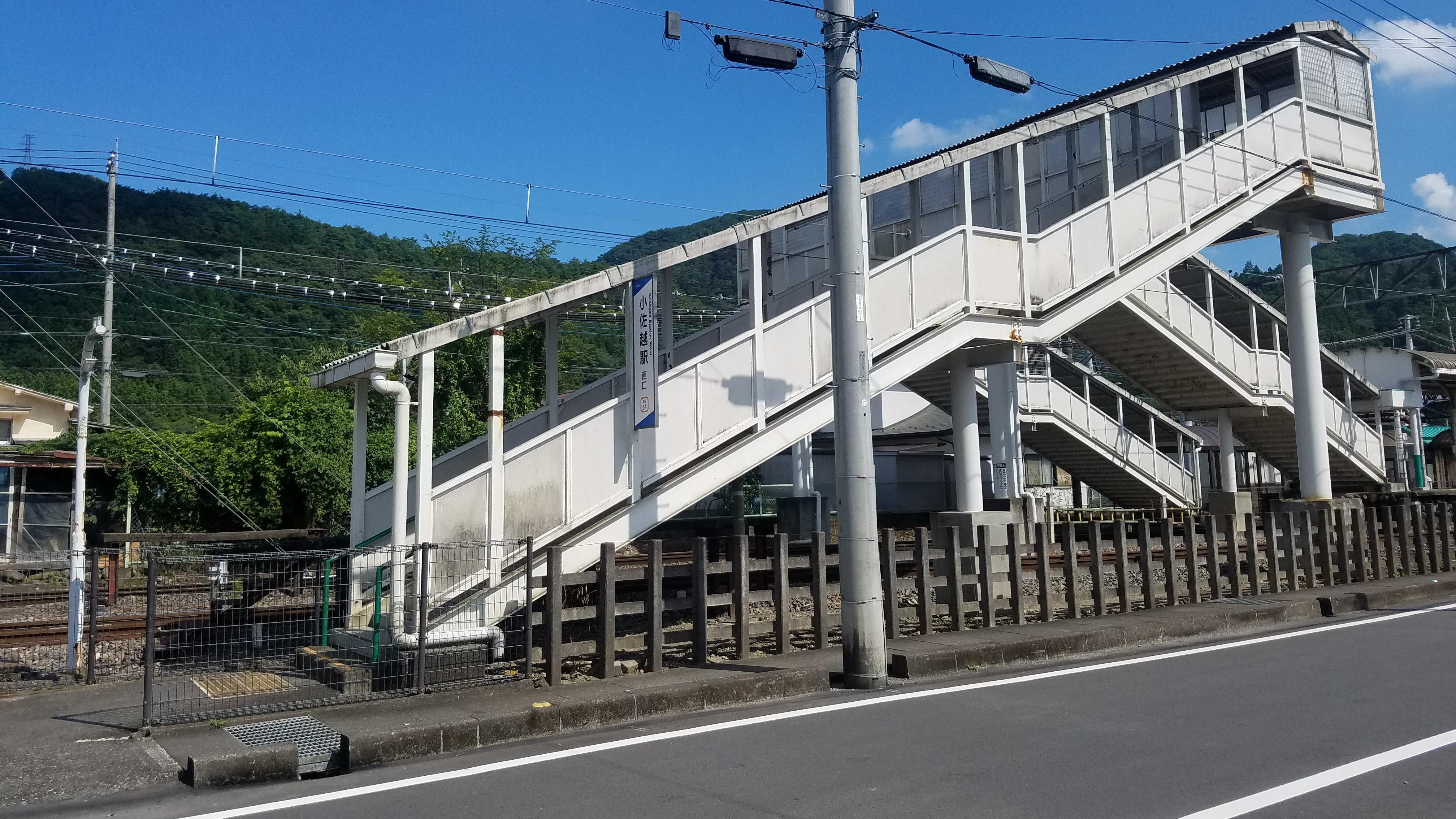
서쪽 출입구(2021년 8월)
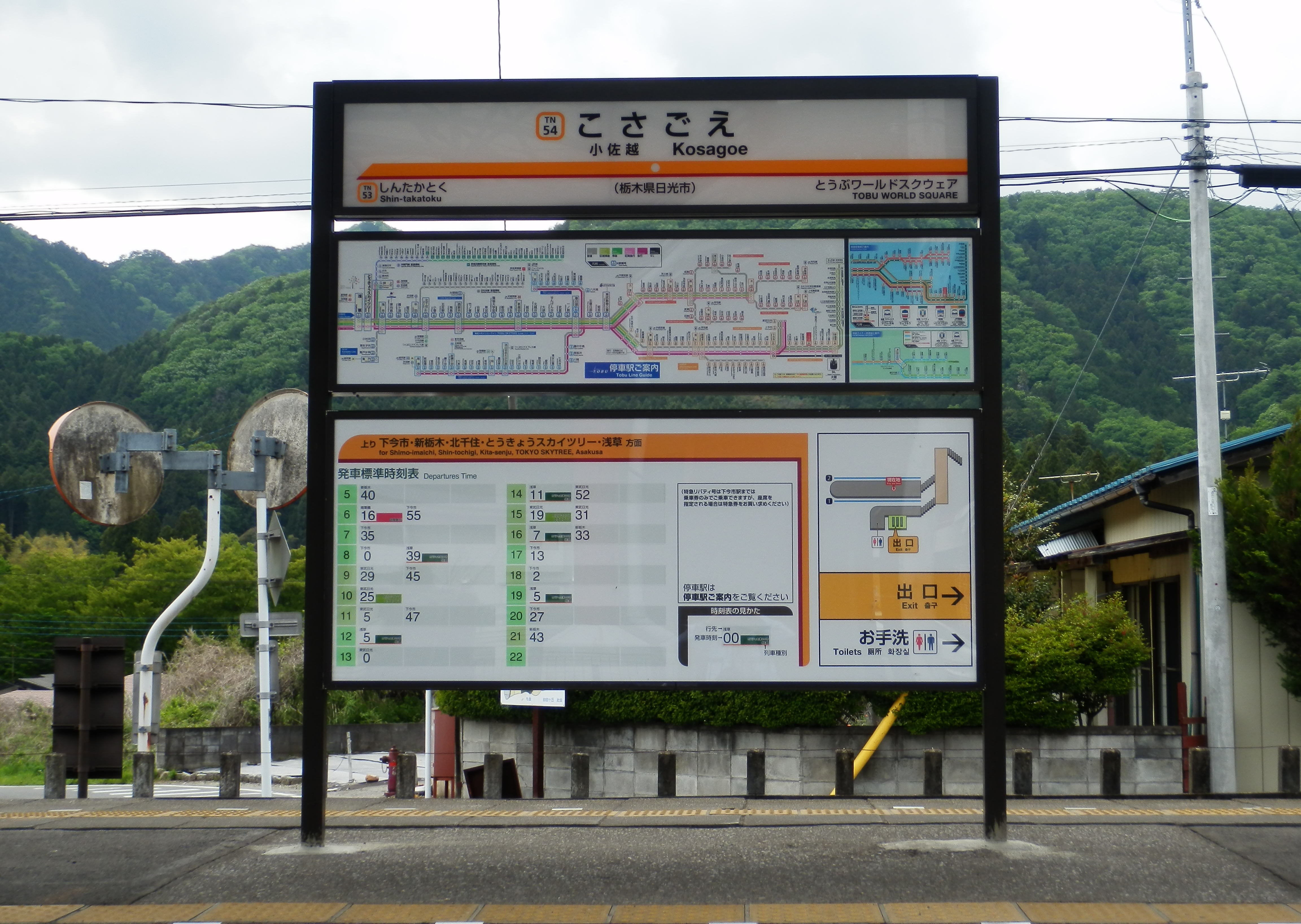
역명판(2019년 5월)

## 인접역
| 도부 철도 기누가와 선              | 도부 철도 기누가와 선                              | 도부 철도 기누가와 선                  |
| ---------------------------------- | -------------------------------------------------- | -------------------------------------- |
| TN 53 신타카토쿠 시모이마이치 방면 | □ 쾌속 "AIZU 마운트 익스프레스" ■ 구간 급행 ■ 보통 | 도부 월드 스퀘어 TN 55 신후지와라 방면 |